# قلعة الحيوانات والمفاجأت
قلعة الحيوانات والمفاجآت هو مسلسل رسوم متحركة، بث لأول في 16 يونيو 1994 وانتهى بثه في 27 أغسطس 1998، يتوفر على 52 حلقة في 5 مواسم، عرض لأول مرة على قناة تي أف 1، دبلج أيضا إلى اللغة العربية.

## ملخص القصة
الدكتور زيتباغ (باغو في دبلجة العربية) هو عامل في محل لبيع الحيوانات الاليفة الذي لم يكن جيدا في بيع الحيوانات الاليفة على الإطلاق وبسبب هذا اقيل من المتجر، حتى انه قرر إنشاء متجر الحيوانات الأليفة الخاص به في قلعة قديمة ومسكونة ويكتشف انه سوف يضطر إلى تقاسم المكان مع كلب هيكل عظمي اسمه هوريفيدو، يبدأ باغو اختراعاته لخلق الحيوانات الأليفة المروعة لتحقيق ربح له.

## الشخصيات
- د.زيتباغ: الشخصية الرئيسية في المسلسل هو عالم مجنون يحلم بان يصبح أفضل صاحب متجر حيوانات اليفة في العالم ولكن خططه لا تنجح دائما.
- هوريفيدو: كلب هيكل عظمي، مساعد زيتباغ والمالك الفعلي للقلعة.
- الإكزورسيستيرس: جارتان زيتباغ
- زومباني: هو الأرنب الزومبي الذي لا يتحرك، يستخدمه الدكتور باغو كجزء من تجاربه.
- الضابط ديدبيت: هو ضابت في الشرطة المحلية المناهض لزيتباغ، لديه ضغينة شخصية للدكتور زيتباغ معتبرا ان الدكتور فنان مزيف، هدفه نهائي هي القلعة القديمة المسكونة كمحطة جديدة للشرطة
- أستاذ شيرمان فيرمين: الإكزورسيستيرس دائما يلجؤون إليه للمساعدة، مما يجعل في النهاية زيتباغ يشعر بالغيرة.

## وصلات خارجية
- قلعة الحيوانات والمفاجأت على موقع IMDb (الإنجليزية)
- قلعة الحيوانات والمفاجأت على موقع فيلمافينيتي (الإسبانية)
- قلعة الحيوانات والمفاجأت على موقع كينوبويسك (الروسية)
- قلعة الحيوانات والمفاجأت على موقع ألو سيني (الفرنسية)
- قلعة الحيوانات والمفاجأت على موقع قاعدة بيانات الفيلم (الإنجليزية)

http://www.imdb.com/title/tt0414781/
http://www.youtube.com/watch?v=F8iEtfypsGE